# Чемпионат мира по спортивной гимнастике 1996
32-й Чемпионат мира по спортивной гимнастике проходил в 1996 году в Сан-Хуане (Пуэрто-Рико). Командное и абсолютное первенства были исключены из программы.

## Медалисты

### Мужчины
| Дисциплина          | Золото                 | Серебро                      | Бронза                   |
| Вольные упражнения  | Виталий Щербо Беларусь | Алексей Воропаев Россия      | Григорий Мисютин Украина |
| Конь                | Пэ Гиль Су КНДР        | Ли Дунхуа Швейцария          | Алексей Немов Россия     |
| Кольца              | Юрий Кеки Италия       | Йордан Йовчев Болгария       | не присуждалась          |
| Кольца              | Юрий Кеки Италия       | Сильвестер Чоллань Венгрия   | не присуждалась          |
| Опорный прыжок      | Алексей Немов Россия   | Ё Хон Чхоль Республика Корея | не присуждалась          |
| Опорный прыжок      | Алексей Немов Россия   | Андреа Массукки Италия       | не присуждалась          |
| Параллельные брусья | Рустам Шарипов Украина | Алексей Немов Россия         | не присуждалась          |
| Параллельные брусья | Рустам Шарипов Украина | Виталий Щербо Беларусь       | не присуждалась          |
| Перекладина         | Хесус Карбальо Испания | Красимир Дунев Болгария      | Виталий Щербо Беларусь   |

### Женщины
| Дисциплина          | Золото                                        | Серебро                      | Бронза                                             |
| Опорный прыжок      | Джина Годжан Румыния                          | Симона Амынар Румыния        | Аня Портуондо Куба                                 |
| Разновысокие брусья | Светлана Хоркина Россия Елена Пискун Беларусь | не присуждалась              | Изабелла Северино Франция                          |
| Бревно              | Дина Кочеткова Россия                         | Александра Маринеску Румыния | Доминик Доз США Ли Сюань Китай                     |
| Вольные упражнения  | Джина Годжан Румыния Куй Юаньюань Китай       | не присуждалась              | Лавиния Милошовичи Румыния Любовь Шеремета Украина |